# Traubenspieren
Die Traubenspieren (Neillia) sind eine Pflanzengattung aus der Familie der Rosengewächse. Ihr Verbreitungsgebiet liegt in Zentral-, Ost- und Südost-Asien.

## Beschreibung
Die Traubenspieren sind sommergrüne Sträucher oder Halbsträucher mit dünnen, abstehend-überhängenden, hin- und hergebogenen Zweigen. Die Zweigspitzen sind meist abgestorben. Die Knospen sind eiförmig, der Rand der Knospenschuppen ist fein weißlich bewimpert, Endknospen fehlen.
Die Blätter stehen wechselständig und oft zweizeilig. Sie haben große und abfallende Nebenblätter. Die Blattspreite ist einfach, eiförmig, mit doppelt gesägtem Blattrand und meist schwach dreilappig.
Die Blüten stehen meist in endständigen, manchmal in achselständigen Trauben oder Rispen. Die Deckblätter sind klein, lineal-lanzettlich und fallen bald ab. Die Blüten sind zwittrig. Der Blütenbecher ist zylindrisch oder glocken- bis urnenförmig und bestimmen hauptsächlich Farbe und Form der Blüte. Die fünf kleinen Kelchblätter sind aufgerichtet und bleiben auch an den Früchten erhalten. Die Kronblätter sind weiß oder rötlich und kleiner bis etwa gleich lang wie die Kelchblätter. Die 10 bis 30 Staubblätter und ein bis zwei selten bis fünf Fruchtblätter sind in der Kelchröhre eingeschlossen. Ein bis zwei Balgfrüchte sind völlig in der dünnhäutigen und drüsig behaarten Kelchröhre eingeschlossen. Je Frucht werden ein bis drei selten auch fünf etwa 2 Millimeter lange, glatte und glänzende Samen gebildet.

## Verbreitung
Das Verbreitungsgebiet der etwa 17 Arten liegt in Zentral-, Ost- und Südost-Asien vom östlichen Himalaya bis Korea, Indochina, Sumatra und Java. 15 Arten kommen in China vor, davon sind 12 in China endemisch.

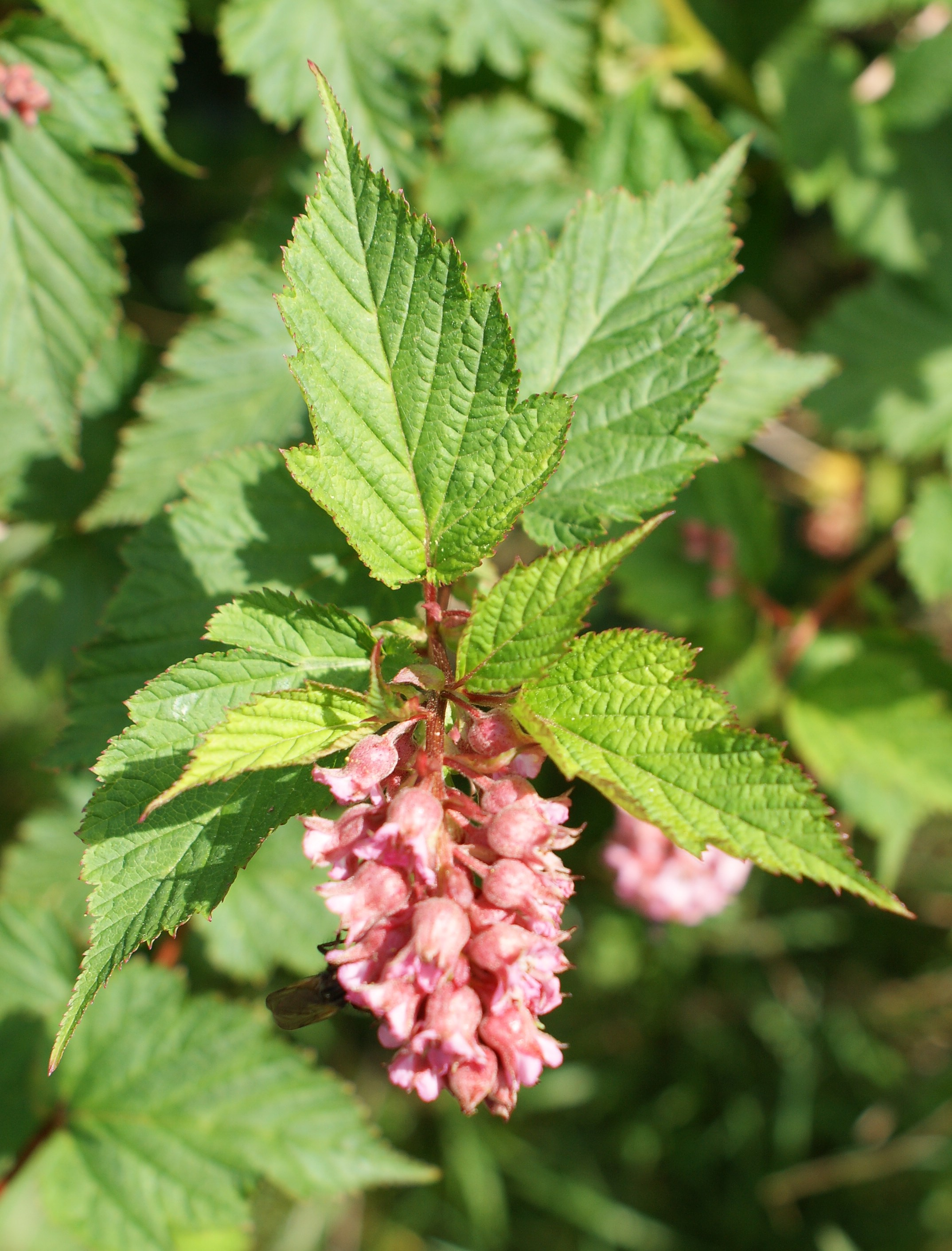
Rote Traubenspiere (Neillia affinis), Blütenstand und Blätter

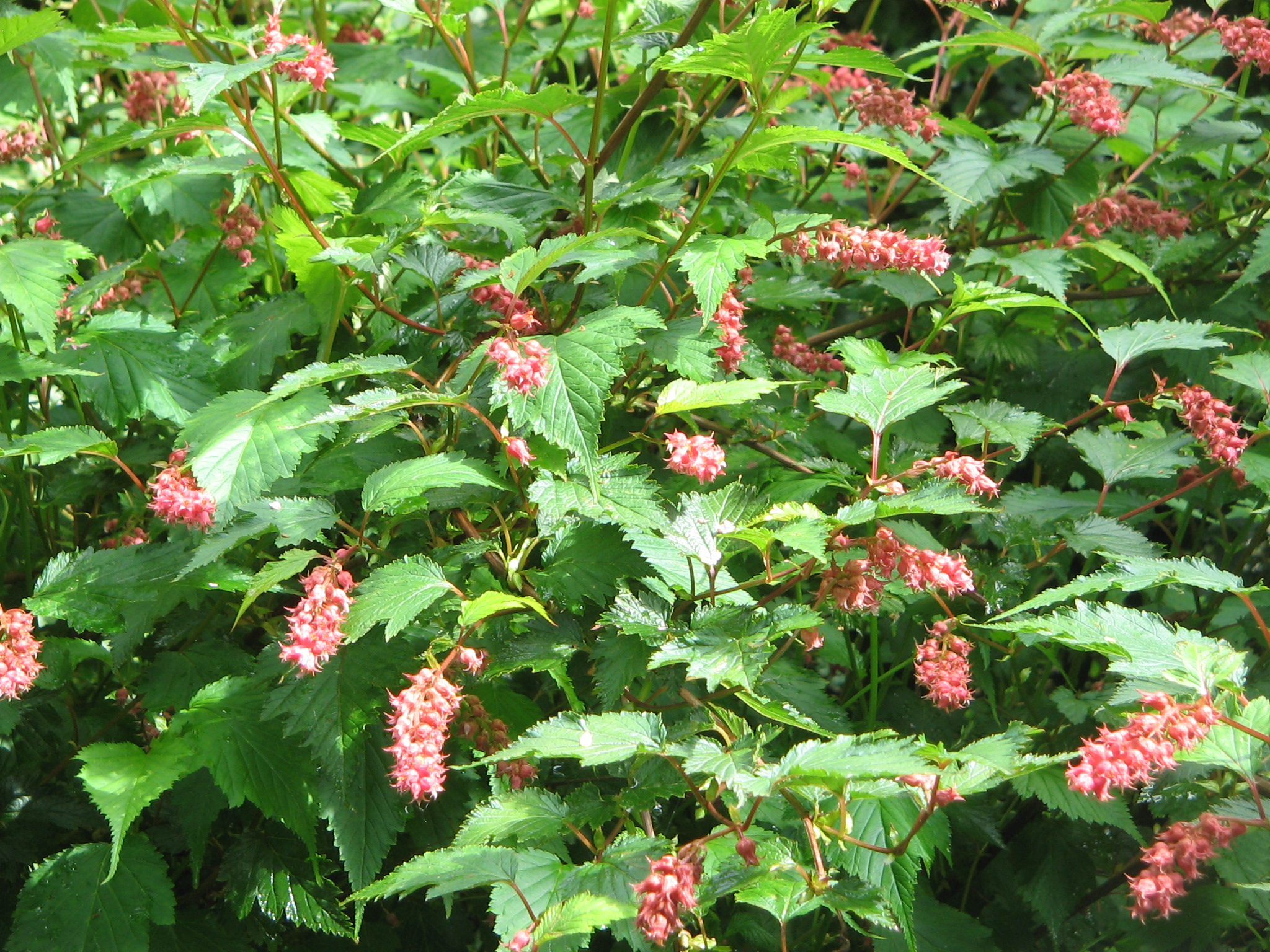
Tibetische Traubenspiere (Neillia thibetica)

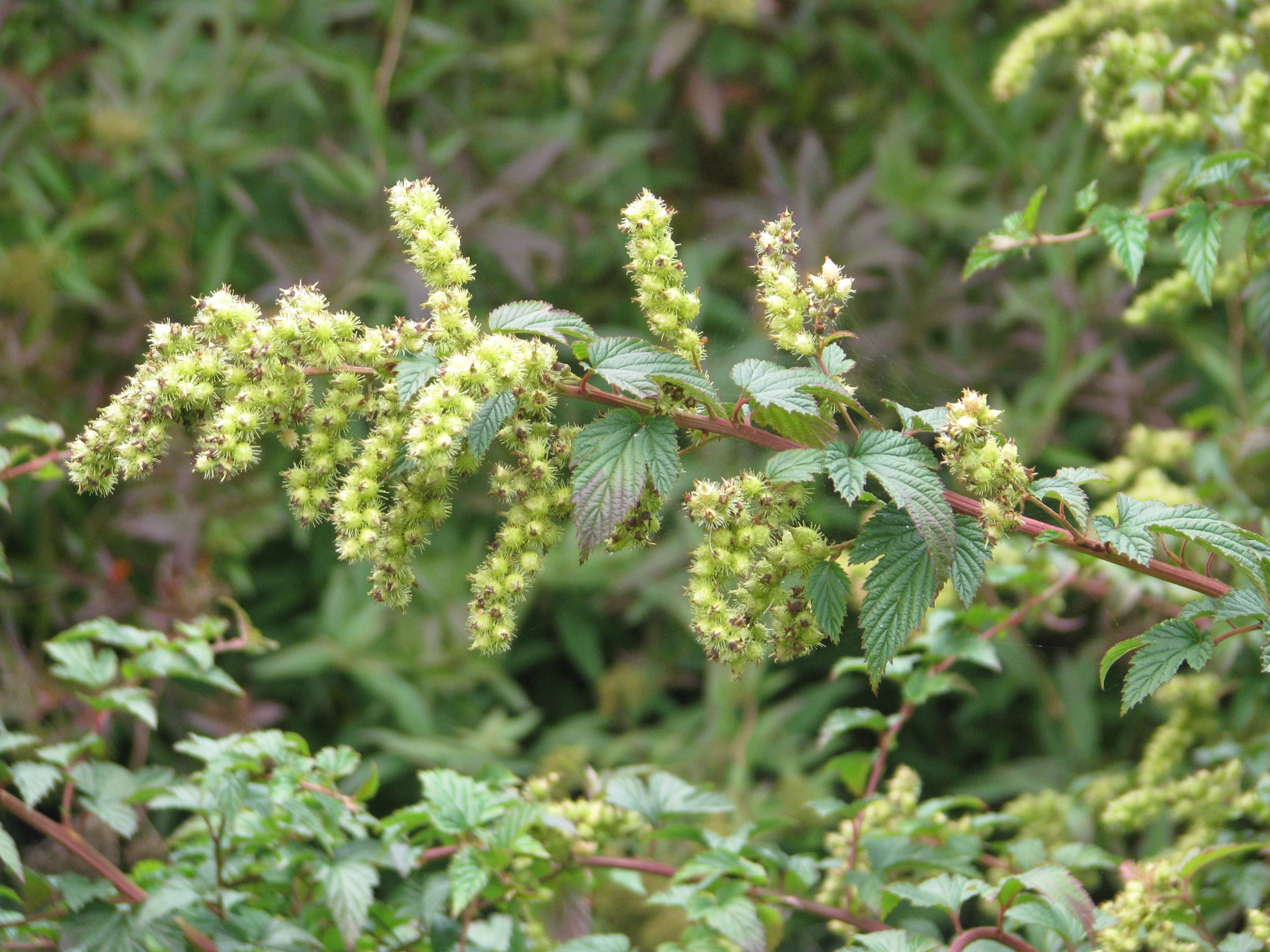
Himalaya-Traubenspiere (Neillia thyrsiflora)

## Systematik
Die Traubenspieren (Neillia) sind eine Gattung aus der Familie der Rosengewächse (Rosaceae). Dort wird sie der Tribus Neillieae in der Unterfamilie Spiraeoideae zugeordnet. Die Gattung wurde von David Don 1825 aufgestellt. Der von ihm gewählte Gattungsname Neillia erinnert an den schottischen Drucker und Botaniker Patrick Neill (1776–1851).  Ein Synonym der Gattung ist Adenilema Blume.
Der Gattung werden folgende Arten zugeordnet:
- Rote Traubenspiere[1] (Neillia affinis Hemsl.): Sie kommt von Sichuan und Yunnan bis ins nördliche Myanmar vor.[8]
- Neillia densiflora T.T.Yu & T.C. Ku: Südliches Tibet.[8]
- Neillia gracilis Franch.: Südliches Sichuan und nördliches Yunnan.[8]
- Neillia grandiflora T.T.Yu & T.C. Ku: Südliches Tibet.[8]
- Neillia hanceana (Kuntze) S.H.Oh: Aus dem zentralen bis östlichen China.
- Neillia incisa (Thunb.) S.H.Oh: Sie kommt in China, Japan, Korea und Taiwan vor.[4]
- Neillia jinggangshanensis Z.X.Yu: Jiangxi.[8]
- Neillia rubiflora D.Don: Nepal bis Bhutan und westliches Yunnan bis nordwestliches Myanmar.[8]
- Neillia serratisepala H.L.Li: Nordwestliches Yunnan.[8]
- Blasse Traubenspiere[1] (Neillia sinensis Oliv., Syn.: Neillia ribesioides Rehder, Neillia breviracemosa T.C.Ku, Neillia fugongensis T.C.Ku): Sie kommt im südöstlichen Yunnan vor.[8]
- Neillia sparsiflora Rehder: Nördlich-zentrales Yunnan.[8]
- Neillia tanakae (Franch. & Sav.) Franch. & Sav. ex S.H.Oh: Aus Japan.
- Tibetische Traubenspiere[1] (Neillia thibetica Bureau & Franch.): Sie kommt in Sichuan und in  Yunnan vor.[4]
- Himalaya-Traubenspiere[1] (Neillia thyrsiflora D.Don): Sie kommt in Indien, Nepal, Bhutan, Indonesien, Myanmar, Vietnam und in China vor.[4]
- Neillia uekii Nakai: Sie kommt in der chinesischen Provinz Liaoning und in Korea vor.[4]

## Verwendung
Vertreter der Gattung werden als Gruppen- und Heckensträucher verwendet. In Mitteleuropa sind sie in strengen Wintern durch den Frost gefährdet, treiben jedoch meist wieder aus.

## Nachweise